# Strømmen Idrettsforening 2020
Questa voce raccoglie le informazioni riguardanti lo Strømmen Idrettsforening nelle competizioni ufficiali della stagione 2020.

## Stagione
A causa della pandemia di COVID-19, il 12 marzo 2020 è stato reso noto che la Norges Fotballforbund aveva inizialmente rinviato l'inizio dell'attività calcistica al 15 aprile. A seguito della decisione del ministero della cultura di vietare la ripresa delle attività fino al 15 giugno, i calendari del campionato sono stati ancora rimodulati. Il 19 maggio, il ministro della cultura Abid Raja ha confermato che la 1. divisjon sarebbe ricominciata la prima settimana di luglio. Il 12 giugno, Raja ha reso noto che sarebbe stata permessa una capienza massima di 200 spettatori. Dal 30 settembre, la capienza è stata aumentata a 600 spettatori, negli impianti dove potesse essere garantita la distanza interpersonale.
Il 10 settembre 2020, la Norges Fotballforbund – dopo diversi rinvii – ha dovuto annullare l'edizione stagionale del Norgesmesterskapet, a causa dell'impossibilità di disputare tutte le partite previste a causa della condensazione del calendario del campionato. Anche il calciomercato è stato organizzato quindi diversamente, con una sessione estiva e una autunnale.
Nel corso dell'annata, lo Strømmen ha subito una penalizzazione di 3 punti per irregolarità finanziarie. La squadra ha chiuso l'annata al 10º posto finale: Morten Bjørlo è stato il calciatore più utilizzato in stagione con 30 presenze, mentre Lasse Nordås è stato il miglior marcatore con 9 reti all'attivo.

## Maglie e sponsor
Lo sponsor tecnico per la stagione 2020 è stato Umbro, mentre lo sponsor ufficiale è stato Strømmen Sparebank. La divisa casalinga era composta da una maglietta grigia con rifiniture rosse, con pantaloncini e calzettoni rossi. Quella da trasferta era invece composta da un completo nero con dettagli bianchi. 
| Casa | Trasferta |

## Rosa
| N. |                     | Ruolo | Calciatore                |
| -- | ------------------- | ----- | ------------------------- |
| 1  | Norvegia (bandiera) | P     | Simen Lillevik Kjellevold |
| 2  | Norvegia (bandiera) | C     | Magnus Tvedte             |
| 3  | Norvegia (bandiera) | D     | Morten Renå Olsen         |
| 4  | Norvegia (bandiera) | D     | Kristian Jahr             |
| 5  | Norvegia (bandiera) | D     | Sverre Bjørkkjær          |
| 6  | Norvegia (bandiera) | C     | Torje Naustdal            |
| 7  | Norvegia (bandiera) | C     | Mahmoud Laham             |
| 8  | Norvegia (bandiera) | C     | Sander Birkeland          |
| 9  | Norvegia (bandiera) | A     | Willian Pozo              |
| 10 | Norvegia (bandiera) | C     | Mustapha Achrifi          |
| 11 | Norvegia (bandiera) | C     | Morten Bjørlo             |
| 14 | Norvegia (bandiera) | A     | Håvard Segtnan Thun       |
| 15 | Norvegia (bandiera) | A     | Youssef Chaib             |

| N. |                     | Ruolo | Calciatore              |
| -- | ------------------- | ----- | ----------------------- |
| 16 | Norvegia (bandiera) | C     | Brede Sandmoen          |
| 17 | Norvegia (bandiera) | C     | Tega George             |
| 18 | Norvegia (bandiera) | A     | Lasse Nordås            |
| 19 | Norvegia (bandiera) | A     | Kjell Rune Sellin       |
| 20 | Norvegia (bandiera) | A     | Mats-André Kaland       |
| 21 | Norvegia (bandiera) | D     | Jonathan Lein Valberg   |
| 22 | Norvegia (bandiera) | D     | Martin André Sjølstad   |
| 23 | Norvegia (bandiera) | D     | Pål Steffen Andresen    |
| 24 | Norvegia (bandiera) | D     | Brage Naustdal          |
| 25 | Norvegia (bandiera) | C     | Tobias Myhre            |
| 30 | Norvegia (bandiera) | P     | Marcus Myhrer Dyngeland |
| 31 | Norvegia (bandiera) | P     | Clement Twizere         |
| 58 | Turchia (bandiera)  | D     | Hasan Kuruçay           |

## Calciomercato

### Sessione invernale(dal 09/01 al 01/04)
| Arrivi | Arrivi                    | Arrivi   | Arrivi     |
| R.     | Nome                      | da       | Modalità   |
| ------ | ------------------------- | -------- | ---------- |
| P      | Simen Lillevik Kjellevold |          | svincolato |
| P      | Clement Twizere           |          | svincolato |
| D      | Hasan Kuruçay             |          | svincolato |
| D      | Torje Naustdal            |          | svincolato |
| D      | Morten Renå Olsen         | Stabæk   | definitivo |
| C      | Morten Bjørlo             |          | svincolato |
| C      | Tega George               | Aalesund | definitivo |
| A      | Youssef Chaib             |          | svincolato |
| A      | Willian Pozo              |          | svincolato |

| Partenze | Partenze             | Partenze | Partenze   |
| R.       | Nome                 | a        | Modalità   |
| -------- | -------------------- | -------- | ---------- |
| P        | Stian Christensen    |          | svincolato |
| D        | Victor Grodås        |          | svincolato |
| D        | John Olav Norheim    |          | svincolato |
| C        | Mathias Blårud       |          | svincolato |
| C        | Anders Dieserud      |          | svincolato |
| C        | Ulrich Østigård Ness |          | svincolato |
| C        | Øystein Vestvatn     |          | svincolato |
| A        | Lasse Bransdal       |          | svincolato |

### Sessione estiva(dal 10/06 al 30/06)
| Arrivi | Arrivi | Arrivi | Arrivi   |
| R.     | Nome   | da     | Modalità |
| ------ | ------ | ------ | -------- |

| Partenze | Partenze | Partenze | Partenze |
| R.       | Nome     | a        | Modalità |
| -------- | -------- | -------- | -------- |

### Sessione autunnale(dall'08/09 al 05/10)
| Arrivi | Arrivi         | Arrivi | Arrivi     |
| R.     | Nome           | da     | Modalità   |
| ------ | -------------- | ------ | ---------- |
| D      | Brage Naustdal | Florø  | definitivo |

| Partenze | Partenze      | Partenze    | Partenze   |
| R.       | Nome          | a           | Modalità   |
| -------- | ------------- | ----------- | ---------- |
| C        | Mahmoud Laham | Kongsvinger | definitivo |

## Risultati

### 1. divisjon

#### Girone di andata
| Arbitro: | Medic |

|                                         |           |  |
| Garnås 6’ Can 16’ Torp 45’ Ringstad 72’ | Marcatori |  |

| Arbitro: | Tennøy |

|                       |           |                     |
| Chaib 25’ Kuruçay 64’ | Marcatori | 61’ (rig.) Tavakoli |

| Arbitro: | Ekeli Valen |

|              |           |  |
| Kitolano 64’ | Marcatori |  |

| Arbitro: | Berg |

|  |           |                                     |
|  | Marcatori | 36’ (rig.), 78’ Udahl 62’ Lorentzen |

| Arbitro: | Hansen Grøtta |

|                                |           |            |
| Kartum 17’ Andresen 66’ (aut.) | Marcatori | 37’ Kaland |

| Arbitro: | Koløy |

|                                            |           |  |
| Kaland 29’ T. Naustdal 39’ George 59’, 85’ | Marcatori |  |

| Arbitro: | Higraff |

|           |           |            |
| Leine 79’ | Marcatori | 70’ Nordås |

| Arbitro: | Bodding |

|                          |           |                      |
| Nordås 53’ Bjørkkjær 90’ | Marcatori | 31’ Jakobsen Hristov |

| Arbitro: | Sinnes |

|                              |           |           |
| Pålerud 67’ Güven 89’ (rig.) | Marcatori | 38’ Chaib |

| Arbitro: | Moen |

|                         |           |                                  |
| Sandmoen 40’ Tvedte 59’ | Marcatori | 8’ (aut.) Bjørkkjær 81’ Andersen |

| Arbitro: | Koløy |

|                                                                        |           |            |
| Sollie Rønning 12’ Tønne 31’ Blakstad 56’ Solli 75’ Karlsen 90’ (rig.) | Marcatori | 70’ Nordås |

| Arbitro: | Medic |

|                |           |  |
| Gustavsson 21’ | Marcatori |  |

| Arbitro: | S. Røvig Sletner |

|                                                 |           |                  |
| Sandmoen 9’ Sellin 17’, 37’ Laham 67’ Chaib 90’ | Marcatori | 61’, 78’ Pereira |

| Arbitro: | Lien |

|                      |           |  |
| K. Hoven 2’, 8’, 38’ | Marcatori |  |

| Arbitro: | Ekeli Valen |

|                                  |           |  |
| Sellin 37’, 75’ Chaib 51’ (rig.) | Marcatori |  |

#### Girone di ritorno
| Arbitro: | Hauge |

|              |           |                 |
| Tavakoli 82’ | Marcatori | 35’, 77’ Sellin |

| Arbitro: | Lien |

|            |           |                                                             |
| Tvedte 90’ | Marcatori | 40’ (rig.) Krogstad 48’ Garnås 74’ Svendsen 81’ Lehne Olsen |

| Arbitro: | Tennøy |

|            |           |            |
| Nordås 13’ | Marcatori | 68’ Lundal |

| Arbitro: | Higraff |

|            |           |  |
| Baidoo 77’ | Marcatori |  |

| Strømmen 11 ottobre 2020, ore 15:30 20ª giornata | Strømmen | 0 – 0 referto | Kongsvinger | Strømmen Stadion (200 spett.)\| Arbitro: \| Bodding \| |
| Arbitro:                                         | Bodding  |               |             |                                                        |

| Arbitro: | Amland (Bergen) |

|                     |           |                                                    |
| Haugsdal 22’ (rig.) | Marcatori | 68’ Renå Olsen 74’ Sjølstad 84’ Nordås 87’ Kuruçay |

| Arbitro: | Berg |

|                               |           |                      |
| Nordås 21’ Jahr 68’ Chaib 76’ | Marcatori | 49’ Nessø 52’ Ndiaye |

| Arbitro: | Huru Kellerhals |

|                         |           |                       |
| Retsius Grødem 18’, 90’ | Marcatori | 21’ Nordås 49’ Bjørlo |

| Arbitro: | H. Røvig Sletner |

|            |           |              |
| George 45’ | Marcatori | 56’ K. Hoven |

| Arbitro: | Ekeli Valen |

|                  |           |          |
| Høyland 40’, 66’ | Marcatori | 5’ Chaib |

| Arbitro: | Sinnes |

|                 |           |            |
| T. Naustdal 16’ | Marcatori | 26’ Rødahl |

| Arbitro: | Moen |

|                  |           |            |
| Nymo Matland 48’ | Marcatori | 66’ Bjørlo |

| Arbitro: | Higraff |

|                            |           |                    |
| Nordås 29’ Bjørlo 44’, 61’ | Marcatori | 37’ Ødemarksbakken |

| Arbitro: | Hauge |

|                   |           |                                                   |
| Nilsen Tangen 74’ | Marcatori | 45’ (rig.), 53’ Kuruçay 68’ Nordås 72’ Renå Olsen |

| Arbitro: | Koløy |

|                  |           |                                                       |
| Lein Valberg 78’ | Marcatori | 21’ Antonsen 54’ (aut.) Jahr 58’ Kitolano 88’ Hafstad |

## Statistiche

### Statistiche di squadra
| Competizione | Punti | In casa | In casa | In casa | In casa | In casa | In casa | In trasferta | In trasferta | In trasferta | In trasferta | In trasferta | In trasferta | Totale | Totale | Totale | Totale | Totale | Totale | DR |
| Competizione | Punti | G       | V       | N       | P       | Gf      | Gs      | G            | V            | N            | P            | Gf           | Gs           | G      | V      | N      | P      | Gf     | Gs     | DR |
| ------------ | ----- | ------- | ------- | ------- | ------- | ------- | ------- | ------------ | ------------ | ------------ | ------------ | ------------ | ------------ | ------ | ------ | ------ | ------ | ------ | ------ | -- |
| 1. divisjon  | 35    | 15      | 7       | 5       | 3       | 29      | 23      | 15           | 3            | 3            | 9            | 18           | 28           | 30     | 10     | 8      | 12     | 47     | 51     | -4 |
| Totale       | -     | 15      | 7       | 5       | 3       | 29      | 23      | 15           | 3            | 3            | 9            | 18           | 28           | 30     | 10     | 8      | 12     | 47     | 51     | -4 |

### Andamento in campionato
| Giornata  | 1  | 2  | 3  | 4  | 5  | 6  | 7  | 8  | 9  | 10 | 11 | 12 | 13 | 14 | 15 | 16 | 17 | 18 | 19 | 20 | 21 | 22 | 23 | 24 | 25 | 26 | 27 | 28 | 29 | 30 |
| --------- | -- | -- | -- | -- | -- | -- | -- | -- | -- | -- | -- | -- | -- | -- | -- | -- | -- | -- | -- | -- | -- | -- | -- | -- | -- | -- | -- | -- | -- | -- |
| Luogo     | T  | C  | T  | C  | T  | C  | T  | C  | T  | C  | T  | T  | C  | T  | C  | T  | C  | C  | T  | C  | T  | C  | T  | C  | T  | C  | T  | C  | T  | C  |
| Risultato | P  | V  | P  | P  | P  | V  | N  | V  | P  | N  | P  | P  | V  | P  | V  | V  | P  | N  | P  | N  | V  | V  | N  | N  | P  | N  | N  | V  | V  | P  |
| Posizione | 16 | 15 | 16 | 16 | 16 | 14 | 14 | 15 | 13 | 14 | 15 | 14 | 13 | 14 | 13 | 11 | 12 | 12 | 12 | 14 | 14 | 13 | 11 | 13 | 14 | 14 | 14 | 11 | 10 | 10 |

Fonte:  OBOS-ligaen 2020, su altomfotball.no, Altomfotball. URL consultato il 20 marzo 2023 (archiviato dall'url originale il 23 ottobre 2022).
Legenda:

Luogo: C = Casa; T = Trasferta. Risultato: V = Vittoria; N = Pareggio; P = Sconfitta.

### Statistiche dei giocatori
| Giocatore              | 1. divisjon | 1. divisjon | 1. divisjon | 1. divisjon | Coppa nazionale | Coppa nazionale | Coppa nazionale | Coppa nazionale | Coppe europee | Coppe europee | Coppe europee | Coppe europee | Altre coppe | Altre coppe | Altre coppe | Altre coppe | Totale   | Totale | Totale      | Totale     |
| Giocatore              | Presenze    | Reti        | Ammonizioni | Espulsioni  | Presenze        | Reti            | Ammonizioni     | Espulsioni      | Presenze      | Reti          | Ammonizioni   | Espulsioni    | Presenze    | Reti        | Ammonizioni | Espulsioni  | Presenze | Reti   | Ammonizioni | Espulsioni |
| ---------------------- | ----------- | ----------- | ----------- | ----------- | --------------- | --------------- | --------------- | --------------- | ------------- | ------------- | ------------- | ------------- | ----------- | ----------- | ----------- | ----------- | -------- | ------ | ----------- | ---------- |
| M. Achrifi             | 9           | 0           | 1           | 0           |                 |                 |                 |                 |               |               |               |               |             |             |             |             | 9        | 0      | 1           | 0          |
| P. Andresen            | 7           | 0           | 0           | 1           |                 |                 |                 |                 |               |               |               |               |             |             |             |             | 7        | 0      | 0           | 1          |
| S. Birkeland           | 5           | 0           | 0           | 0           |                 |                 |                 |                 |               |               |               |               |             |             |             |             | 5        | 0      | 0           | 0          |
| S. Bjørkkjær           | 29          | 1           | 4           | 0           |                 |                 |                 |                 |               |               |               |               |             |             |             |             | 29       | 1      | 4           | 0          |
| M. Bjørlo              | 30          | 4           | 3           | 0           |                 |                 |                 |                 |               |               |               |               |             |             |             |             | 30       | 4      | 3           | 0          |
| Y. Chaib               | 26          | 6           | 2           | 0           |                 |                 |                 |                 |               |               |               |               |             |             |             |             | 26       | 6      | 2           | 0          |
| T. George              | 22          | 3           | 1           | 0           |                 |                 |                 |                 |               |               |               |               |             |             |             |             | 22       | 3      | 1           | 0          |
| K. Jahr                | 22          | 1           | 2           | 0           |                 |                 |                 |                 |               |               |               |               |             |             |             |             | 22       | 1      | 2           | 0          |
| M. Kaland              | 26          | 2           | 1           | 0           |                 |                 |                 |                 |               |               |               |               |             |             |             |             | 26       | 2      | 1           | 0          |
| H. Kuruçay             | 25          | 3           | 6           | 1           |                 |                 |                 |                 |               |               |               |               |             |             |             |             | 25       | 3      | 6           | 1          |
| M. Laham               | 3           | 1           | 0           | 0           |                 |                 |                 |                 |               |               |               |               |             |             |             |             | 3        | 1      | 0           | 0          |
| J. Lein Valberg        | 6           | 1           | 0           | 0           |                 |                 |                 |                 |               |               |               |               |             |             |             |             | 6        | 1      | 0           | 0          |
| S. Lillevik Kjellevold | 29          | -50         | 4           | 0           |                 |                 |                 |                 |               |               |               |               |             |             |             |             | 29       | -50    | 4           | 0          |
| T. Myhre               | 0           | 0           | 0           | 0           |                 |                 |                 |                 |               |               |               |               |             |             |             |             | 0        | 0      | 0           | 0          |
| M. Myhrer Dyngeland    | 0           | 0           | 0           | 0           |                 |                 |                 |                 |               |               |               |               |             |             |             |             | 0        | 0      | 0           | 0          |
| B. Naustdal            | 0           | 0           | 0           | 0           |                 |                 |                 |                 |               |               |               |               |             |             |             |             | 0        | 0      | 0           | 0          |
| T. Naustdal            | 29          | 2           | 5           | 0           |                 |                 |                 |                 |               |               |               |               |             |             |             |             | 29       | 2      | 5           | 0          |
| L. Nordås              | 26          | 9           | 2           | 0           |                 |                 |                 |                 |               |               |               |               |             |             |             |             | 26       | 9      | 2           | 0          |
| W. Pozo                | 9           | 0           | 0           | 0           |                 |                 |                 |                 |               |               |               |               |             |             |             |             | 9        | 0      | 0           | 0          |
| M. Renå Olsen          | 29          | 2           | 1           | 1           |                 |                 |                 |                 |               |               |               |               |             |             |             |             | 29       | 2      | 1           | 1          |
| B. Sandmoen            | 23          | 2           | 0           | 0           |                 |                 |                 |                 |               |               |               |               |             |             |             |             | 23       | 2      | 0           | 0          |
| H. Segtnan Thun        | 15          | 0           | 0           | 0           |                 |                 |                 |                 |               |               |               |               |             |             |             |             | 15       | 0      | 0           | 0          |
| K. Sellin              | 23          | 7           | 3           | 0           |                 |                 |                 |                 |               |               |               |               |             |             |             |             | 23       | 7      | 3           | 0          |
| M. Sjølstad            | 24          | 1           | 2           | 0           |                 |                 |                 |                 |               |               |               |               |             |             |             |             | 24       | 1      | 2           | 0          |
| M. Tvedte              | 22          | 2           | 3           | 0           |                 |                 |                 |                 |               |               |               |               |             |             |             |             | 22       | 2      | 3           | 0          |
| C. Twizere             | 1           | -1          | 0           | 0           |                 |                 |                 |                 |               |               |               |               |             |             |             |             | 1        | -1     | 0           | 0          |